# 園部一成
園部 一成（そのべ いっせい、1938年（昭和13年）4月1日 - 2016年（平成28年）6月7日）は、日本の政治家。大阪府門真市長（3期）。大阪府議会議員（自由民主党、4期）

## 経歴
大阪府出身。関西学院大学法学部卒。証券会社勤務を経て、24歳の時医療機器メーカーを設立し、社長となる。その後、門真市議会議員を経て、大阪府議会議員（門真市選出）となり、4期務める。2005年門真市長選挙に立候補し、当選。同年、7月10日に就任。

### 2009年門真市長選挙
2009年に大差で再選を果たした。
※当日有権者数：103,572人 最終投票率：33.4%（前回比：-pts）
| 候補者名   | 年齢 | 所属党派 | 新旧別 | 得票数   | 得票率 | 推薦・支持 |
| ---------- | ---- | -------- | ------ | -------- | ------ | ---------- |
| 園部一成   | 71   | 無所属   | 現     | 23,942票 | 70.7%  | -          |
| 佐々木由人 | 59   | 無所属   | 新     | 9,922票  | 29.3%  | -          |

### 2013年門真市長選挙
2013年に前回と同じ相手を大差で破り三選を果たした。
※当日有権者数：101,679人 最終投票率：27.77%（前回比：-5.63pts）
| 候補者名   | 年齢 | 所属党派 | 新旧別 | 得票数   | 得票率 | 推薦・支持 |
| ---------- | ---- | -------- | ------ | -------- | ------ | ---------- |
| 園部一成   | 75   | 無所属   | 現     | 19,023票 | 69.3%  | -          |
| 佐々木由人 | 63   | 無所属   | 新     | 8,419票  | 30.7%  | -          |

3期目途中の2016年、肺がんのため京都市内の病院で死去した。